# Михаил V Калафат
Михаил V Калафат (на гръцки: Μιχαήλ Ε΄ Καλαφάτης; * ок. 1015; † 24 август 1042) е византийски император в продължение на 4 месеца – от 1041 до 1042 г.

## Произход и възкачване
Михаил е син на Мария – сестрата на император Михаил IV Пафлагон. Стефан, бащата на Михаил, е майстор калафатар – запълва дупките по корабите – и това служи за прозвище на бъдещия император (професията на бащата става прозвище на сина). Самият Михаил дори за кратко работи като помощник-калафатар, преди да бъде назначен за адмирал от вуйчо си и да провали една морска експедиция към Сицилия.
Императрица Зоя и Михаил IV осиновяват Михаил Калафат, убедени от брата на императора – Йоан Евнух. Така адмирал Михаил Калафат е обявен за Кесар от вуйчо си и става законен наследник на бездетната императорска двойка.
Михаил IV Пафлагон умира на 10 декември 1041 година и тронът е зает от Михаил V Калафат. Осиновителката му Зоя участва активно в политиката.

## Управление
Новият император бързо осъзнава опасността от брата на императора – влиятелния Йоан Евнух, на когото фактически дължи короната си, поради което скоро го изпраща в тъмница. Михаил V също така започва да освобождава репресираните от вуйчо му, сред които е и бъдещият константинополски патриарх Михаил Керуларий и военачалникът Георги Маниак, който е пратен в Сицилия, за да спре нашествието на норманите. С тези мерки Михаил V си спечелва одобрението на народа.
През 1042 г. обаче Михаил V пожелава да бъде пълновластен владетел. На 18/19 април 1042 Михаил V детронира осиновителката си Зоя, с която дотогава управлява съвместно, и завзема цялата власт в империята. Зоя е изпратена в манастир. Новината за действията на императора предизвиква народно въстание – тълпата обгражда императорския дворец, като скандира за връщането на Зоя. Уплашен за короната си, Михаил V връща на власт вуйна си, която се възцарява заедно с по-малката си сестра Теодора. В този момент императриците обявяват Михаил V за детрониран и нареждат да бъде заловен. За да се спаси, той влиза в манастир, но въпреки това е арестуван изпратен в Константинопол, където е ослепен и кастриран.
Умира като монах на 24 август 1042 година.